# Cesare Salvadori
Pour les articles homonymes, voir Salvadori.
Cesare Salvadori (né le 22 septembre 1941 à Turin et mort dans la même ville le 8 août 2021) est un sabreur italien.

## Biographie
Cesare Salvadori dispute trois éditions des Jeux olympiques. Il est médaillé d'argent par équipe en 1964 à Tokyo (avec Wladimiro Calarese, Pierluigi Chicca, Giampaolo Calanchini et Mario Ravagnan) et en 1968 à Mexico (avec Wladimiro Calarese, Pierluigi Chicca, Michele Maffei et Rolando Rigoli). En 1972 à Munich, il est sacré champion olympique de sabre par équipe avec Michele Maffei, Rolando Rigoli, Mario Aldo Montano et Mario Tullio Montano.